# Marion Stevenson
Marion Scott Stevenson, née le 18 mai 1871 et morte em 1930, est une missionnaire écossaise de l'Église d'Écosse qui travailla dans le protectorat d'Afrique orientale britannique (actuel Kenya) entre 1907 et 1929.
Marion Stevenson  travaille d'abord auprès des Kikuyu dans une mission de Thogoto ; en 1912, elle rejoint la mission de Tumutumu à Karatina, créée par le pasteur Henry Scott et le docteur John Arthur en 1908. Elle crée et dirige une école pour filles, une des plus anciennes du pays. Elle enseigne la couture et le tricot, l'hygiène, elle travaille à l'hôpital, forme les enseignants et aide à traduire la Bible,,.
Selon le théologien James Karanja, qui cite un mémorandum de l'Église d'Écosse, Marion Stevenson est, en 1929, la première à utiliser le terme de mutilations génitales féminines pour décrire ce qu'à l'époque on appelle « circoncision féminine », une pratique répandue et d'extrême importance parmi les Kikuyu, le peuple numériquement le plus important du Kenya. Le conseil des Églises du Kenya utilise à son tour ce terme et commence à parler de mutilation sexuelle plutôt que de circoncision ou d'initiation. La pratique est désormais largement nommée mutilation génitale féminine (MGF),.

## Jeunesse
Marion Stevenson naît à Forfar, en Écosse, d'Agnes Barron et de Robert Stevenson. Son frère aîné, William Barron Stevenson, devient professeur d'hébreu et de langues sémitiques à l'université de Glasgow,.
Elle rejoint l'institution John Watson et le Ministers' Daughters College d'Édimbourg. Elle ne peut étudier à l'université de cette ville, qui n'acceptera les femmes qu'à partir de 1893, elle suit alors les conférences organisées par  l'Edinburgh Association for the University Education of Women (en),  et s'intéresse à la musique et aux langues en Allemagne.

## Travail missionnaire
En 1892 et 1906, Marion Stevenson assiste aux conférences données par Clement Scott sur son travail de missionnaire en Afrique ; Clement Scott est apparenté à la première femme du père de Marion Stevenson. Elle postule par la suite, en 1907, pour un emploi auprès des Kikuyu auprès de l'Église d'Écosse.
Au Kenya, les locaux l'appelle Nyaruta, « celle qui parle beaucoup » et aussi Nyamacaki ou Namachecki en kikuyu, ce que son biographe, I. G. Scott, traduit par « celle qui possède des chèques » ou « celle qui a perdu son carnet de chèques ». Scott écrit, en 1932, que ce surnom lui est donné lorsqu'elle refuse de témoigner contre un homme, qui avait travaillé chez elle, qui lui aurait volé son carnet de chèques. Selon Scott : « Son domestique aurait pu être impliqué dans l'enquête, mais elle a refusé de témoigner ou d'impliquer qui que ce soit. Ce garçon, qui est maintenant l'un des ministres ordonnés, elle dit qu'elle l'a appelé « fils ». Ce fut le tournant de sa vie. De l'incident du chéquier est né son surnom, Namazchecki, « celle qui possède de nombreux chèques ». »
Namachecki peut aussi signifier « la maigre »,. Selon l'historien Derek R. Peterson, cela reflète la suspiscion locale quant à son régime alimentaire et celui des autres missionnaires ; la rumeur dit qu'ils mangent de la chair humaine et utilisent des crânes humains comme gobelets. Marion Stevenson est suspectée d'avoir mangé le chef Kariuki, mort à l'hôpital de Tumutumu en 1915.
Elle enseigne à Raheli Warigia, la mère de Gakaara wa Wanjaũ (en), écrivain kikuyu, défenseur de cette langue. Warigia et d'autres femmes de Tumutumu créent une organisation nommée « bouclier des jeunes filles » afin de lutter contre les mutilations génitales féminines.
Marion Stevenson décède à Glasgow in 1930.